# Vliegbasis Bagram
Bagram Airfield-BAF, ook bekend als Bagram Air Base (IATA: OAI, ICAO: OAIX) is een Afghaanse militaire basis en voorheen de grootste Amerikaanse militaire basis in Afghanistan. Het ligt naast de oude stad Bagram, 11 km ten zuidoosten van Charikar in de provincie Parwan van Afghanistan. Het heeft een enkele landingsbaan die geschikt is voor grote militaire vliegtuigen, waaronder de Lockheed Martin C-5 Galaxy en Antonov An-225. Het werd bemand door de 455th Air Expeditionary Wing van de US Air Force, samen met roterende eenheden van de VS en coalitietroepen.
De ICAO-ID is OAIX en is specifiek op 34.944N, 69.259E op 1.492 m boven zeeniveau. De oude landingsbaan van Bagram, nu buiten gebruik gesteld, was 3.003 m lang en de nieuwere landingsbaan, die eind 2006 door de Verenigde Staten werd gebouwd en voltooid, is 3.602 m lang. Er zijn drie grote hangars, een verkeerstoren, talrijke ondersteunende gebouwen en verschillende woongebieden. Er zijn ook meer dan 13 ha opritruimte en vijf vliegtuigen-verspreidingsgebieden, met meer dan 110 plaatsen. Veel door de Sovjet-strijdkrachten tijdens hun bezetting gebouwde ondersteunende gebouwen en basiswoningen werden nadat de Sovjets waren vertrokken vernietigd door jaren van gevechten tussen verschillende strijdende Afghaanse facties. De basis is in de jaren daarna uitgebreid en gemoderniseerd. Verder is er een ziekenhuis met 50 bedden, drie operatiekamers en een moderne tandheelkundige kliniek. De gevangenisfaciliteit werd in 2014 door de Amerikaanse autoriteiten gesloten.
De Internationale Luchthaven Kabul (voorheen Hamid Karzai International Airport) ligt ongeveer 40 km ten zuiden van Bagram, door twee wegen verbonden. De Parwan-detentiefaciliteit bevindt zich ook naast de basis in Bagram. Deze werd in het verleden bekritiseerd vanwege de vernederende behandeling van gevangenen onder Amerikaanse leidinggevenden. In mei 2010 maakte het Internationale Comité van het Rode Kruis bekend dat het sinds augustus 2009 werd geïnformeerd over gevangenen in een tweede gevangenis, waar gedetineerden in isolatie werden vastgehouden, zonder toegang tot het Internationale Rode Kruis, dat normaal gesproken gegarandeerd is voor alle gevangenen. Het bestaan van een tweede gevangenis werd door de Amerikaanse autoriteiten ontkend.
Op 15 augustus 2021 viel de vliegbasis Bagram in handen van de Taliban na een overgave door de Afghaanse strijdkrachten. De Taliban hebben nog geen luchtmacht die kan worden ingezet vanaf Bagram Airfield, hoewel ze wel wapens van de Afghaanse luchtmacht hebben buitgemaakt.

## Geschiedenis

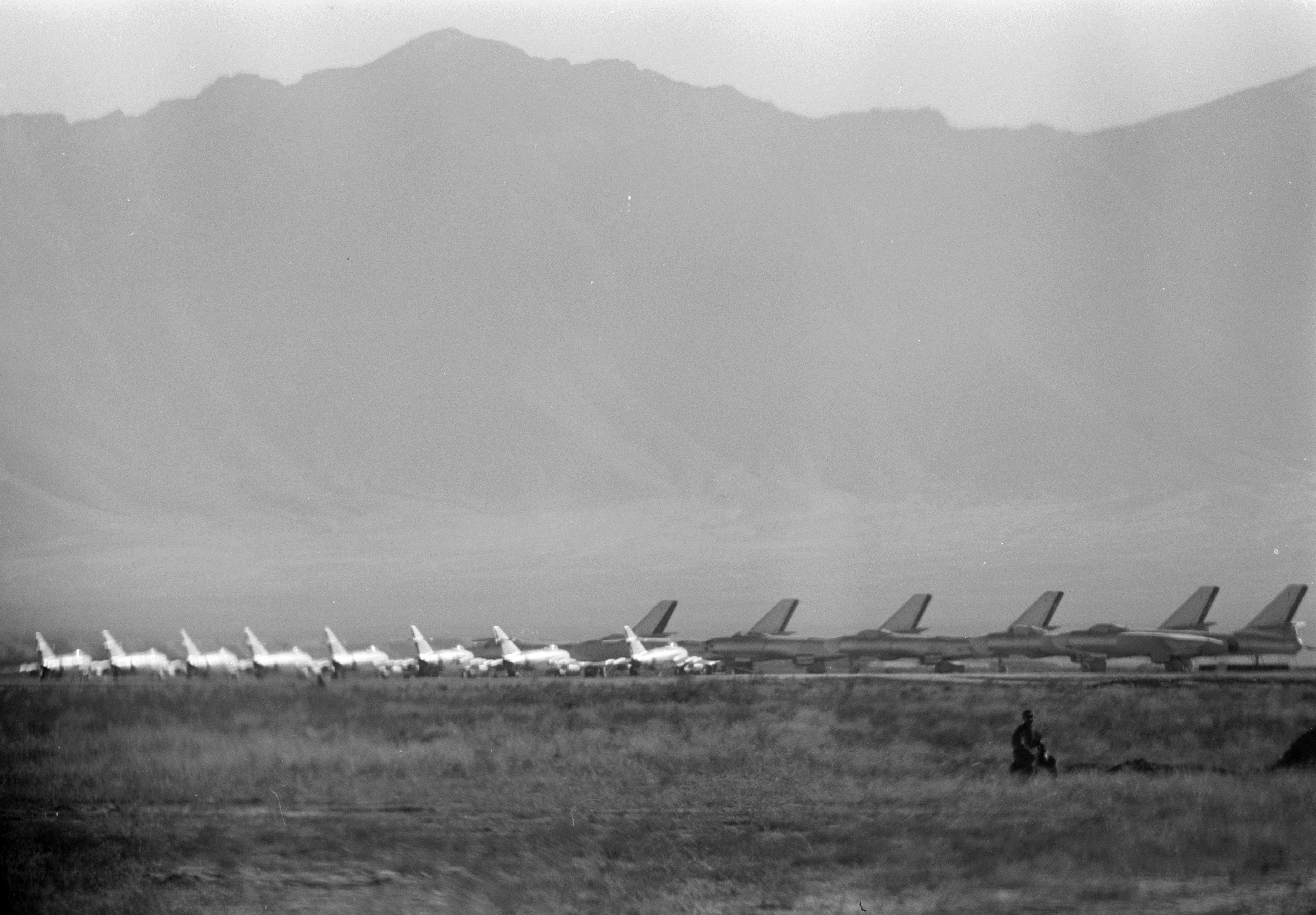
Deze afbeelding toont vliegtuigen van de Afghaanse luchtmacht tijdens het bezoek van de Amerikaanse president Eisenhower in 1959.

De luchthaven van Bagram werd oorspronkelijk gebouwd in de jaren 1950, tijdens de Koude Oorlog, in een tijd dat de Verenigde Staten en de naburige Sovjet-Unie druk bezig waren met het verkrijgen van invloed in Afghanistan. Terwijl de Verenigde Staten zich op Afghanistan richtten, waren de Sovjets bezig met Cuba en Fidel Castro. In 1959, een jaar nadat de Afghaanse premier Daud Khan door de Verenigde Staten reisde, landde de Amerikaanse president Dwight Eisenhower op het vliegveld van Bagram, waar hij werd begroet door koning Zahir Shah en Daud Khan en andere Afghaanse functionarissen.

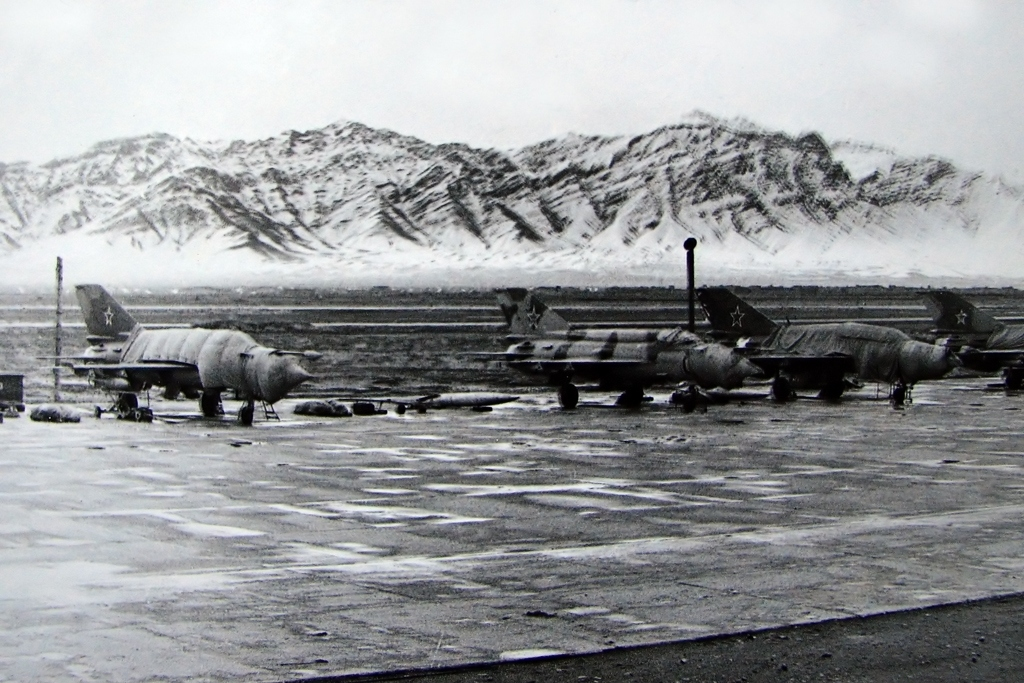
Sovjet straaljagers bij Bagram, 1980

De oorspronkelijke landingsbaan, 10.000 voet lang, werd gebouwd in 1976. De luchthaven van Bagram werd onderhouden door de Afghan Air Force (AAF) met enige steun van de Verenigde Staten. Tijdens de Sovjet-Afghaanse Oorlog van de jaren tachtig speelde het een sleutelrol en diende als uitvalsbasis voor troepen en voorraden. Bagram was ook de eerste halteplaats voor de binnenvallende Sovjet-troepen aan het begin van het conflict, met elementen van twee divisies van de Sovjet-luchtlandingstroepen die daar werden ingezet. Vliegtuigen gebaseerd op Bagram, waaronder het 368e luchtaanvalsregiment die met Su-25's vloog, boden luchtsteun aan Sovjet- en Afghaanse troepen in het veld. Het 368e luchtaanvalsregiment was gestationeerd in Bagram van oktober 1986 tot november 1987.
Enkele van de Sovjet-landstrijdkrachten die in Bagram waren gestationeerd, waren de 108ste motorschuttersdivisie en de 345e onafhankelijke garde luchtlandingsregiment van de 105e garde luchtlandingsdivisie. Na de terugtrekking van de Sovjet-troepen en de opkomst van de door het Westen gefinancierde en door Pakistan opgeleide moedjahedien-rebellen, stortte Afghanistan zich in een burgeroorlog.
De controle over de basis werd vanaf 1999 betwist tussen de Noordelijke Alliantie en de Taliban, vaak met wederzijdse controlegebieden aan weerszijden van de basis. Taliban-troepen bevonden zich consequent binnen artillerie- en mortierbereik van het veld, waardoor de Noordelijke Alliantie hen het volledige bezit van de strategische faciliteit ontnam. Persberichten gaven aan dat een generaal van de Noordelijke Alliantie de gebombardeerde verkeerstoren soms gebruikte als observatiepost en als locatie om journalisten te informeren, met zijn hoofdkwartier in de buurt.
Rapporten gaven ook aan dat raketaanvallen van de Noordelijke Alliantie op Kabul waren uitgevoerd vanuit Bagram, mogelijk met in Rusland gemaakte FROG-7- raketten. In 2000 namen de Taliban de controle over en dwongen de Noordelijke Alliantie zich verder naar het noorden terug te trekken.

### 21e eeuw

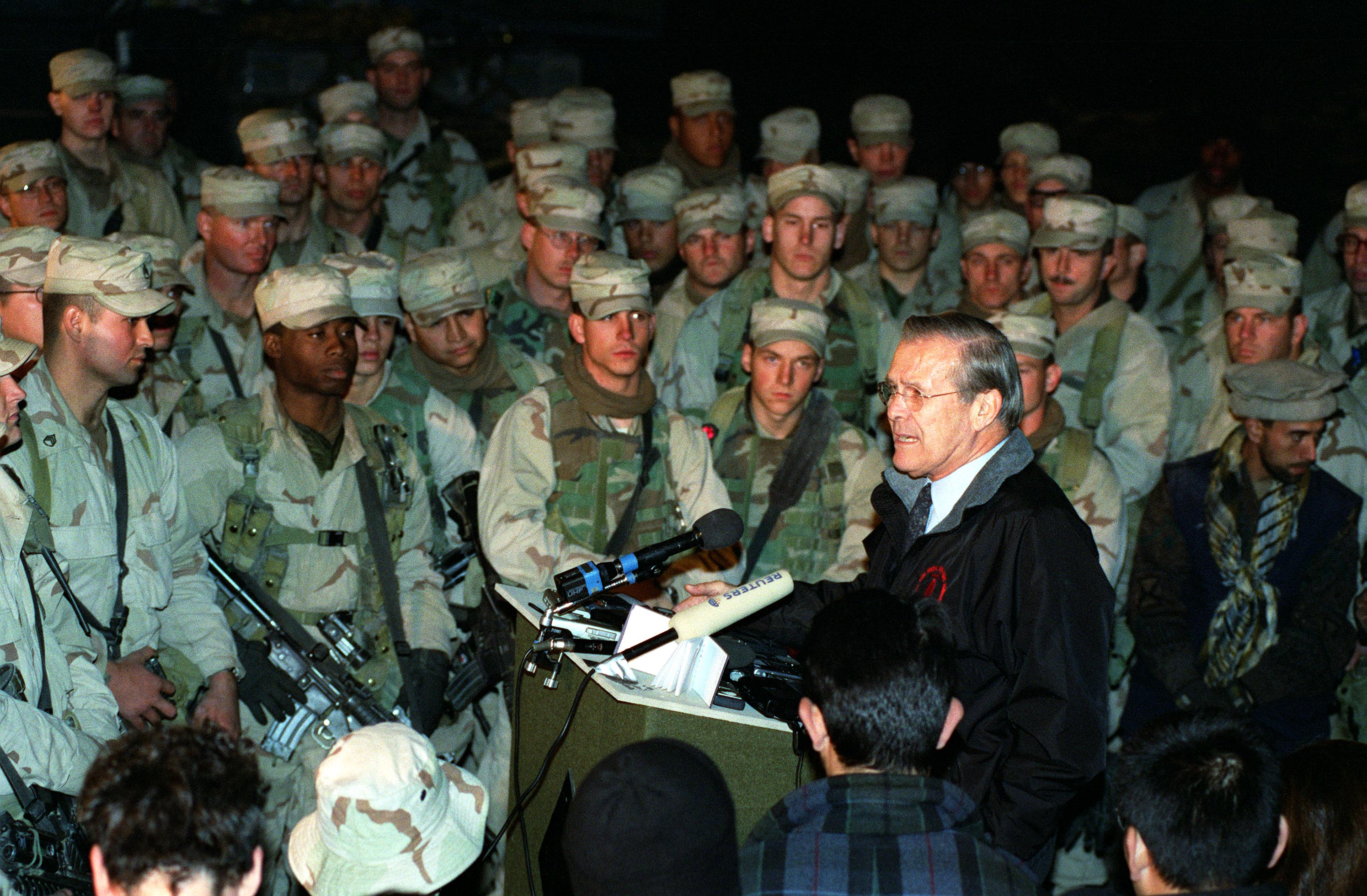
De Amerikaanse minister van Defensie Donald Rumsfeld spreekt op 16 december 2001 de Amerikaanse troepen toe in Bagram.

Tijdens de door de VS geleide invasie van Afghanistan werd de basis beveiligd door een team van de Special Boat Service van het Verenigd Koninkrijk. Begin december 2001 deelden troepen van de 10th Mountain Division de basis met Special Operations Command-officieren van MacDill Air Force Base in Florida, parachutisten van de 82nd Airborne Division van Fort Bragg en een klein communicatieteam bestaande uit personeel van de 269th Signal Company, 11e seinbrigade uit Fort Huachuca. De Britse troepenmacht bestond uit B en C Compagnies van 40 Commando, Royal Marines. Halverwege december 2001 boden meer dan 300 Amerikaanse troepen, voornamelijk van de 10e Bergdivisie, troepenbescherming bij Bagram. De troepen patrouilleerden langs de basis, bewaakten de poort aan de voorkant en maakten de startbaan vrij van explosieven. Begin januari 2002 was het aantal troepen van de 10e Bergdivisie gegroeid tot ongeveer 400 soldaten.
Er waren tal van eetgelegenheden op Bagram Airfield. Troepen en burgers hadden verschillende eetgelegenheden, waaronder Pizza Hut, Subway, een Afghaans restaurant en coffeeshops met groene bonen.
Eind januari 2002 waren er ongeveer 4.000 Amerikaanse troepen in Afghanistan, waarvan ongeveer 3.000 op de internationale luchthaven van Kandahar en ongeveer 500 in Bagram. De landingsbaan begon te worden gerepareerd door Amerikaanse, Italiaanse en Poolse militairen. Halverwege juni 2002 was Bagram Airfield de thuisbasis van meer dan 7.000 Amerikaanse en andere strijdkrachten. Talloze tentenkampen huisvestten de daar gestationeerde troepen, waaronder een met de naam "Viper City". Er werd gemeld dat "Bagram dagelijks werd aangevallen door raketten" in 2002, hoewel de meeste van deze aanvallen niet door de pers werden gemeld. Landmijnen waren ook een ernstig probleem in en rond Bagram Airfield.
Tegen het einde van 2003 vervingen B-hutten, 18-bij-36-voet constructies gemaakt van multiplex ontworpen om acht troepen te bevatten, de standaard slaapplekken voor troepen. Er waren er honderden, met plannen om er bijna 800 te bouwen. De plannen waren om tegen 2006 bijna 1.200 bouwwerken te laten bouwen, maar de voltooiing van het project werd veel eerder verwacht; mogelijk tegen juli 2004. De verhoogde constructie viel onder de normen van het US Central Command voor tijdelijke huisvesting en maakte de bouw van B-hutten op de basis mogelijk, niet om de duurzaamheid te tonen, maar om de standaard voor troepen die hier dienen te verhogen. De houten constructies hadden geen betonnen fundering en werden dus niet als permanente huisvesting beschouwd, maar als een upgrade van de tenten, de enige optie die Bagram-personeel en troepen eerder hadden gezien. De kleine huizen boden troepen bescherming tegen omgevingsfactoren zoals wind, sneeuw, zand en kou. In 2005 werd een USO- faciliteit gebouwd en vernoemd naar voormalig profvoetballer en United States Army Ranger, Pat Tillman.

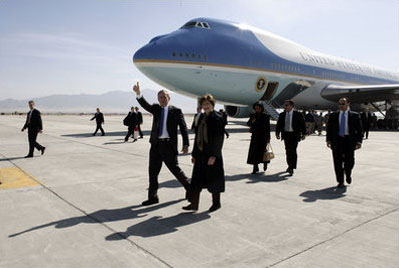
De 43e Amerikaanse president George W. Bush en zijn vrouw Laura Bush komen op 1 maart 2006 aan op Bagram Airfield in Air Force One.

Een tweede startbaan, 3,500 meters (11,500 ft) lang, werd eind 2006 gebouwd en voltooid door de Verenigde Staten, voor een bedrag van 68 miljoen dollar. Deze nieuwe startbaan is 497 meters (1,631 ft) langer dan de vorige en 280 millimeters (11 in) dikker, waardoor het grotere vliegtuigen kan landen, zoals de C-5 Galaxy, C-17 Globemaster III, Il-76, An-124, An-225 of de Boeing 747 (die wordt gebruikt door civiele vrachtluchtvaartmaatschappijen).
In 2007 was Bagram zo groot geworden als een kleine stad, met files en veel commerciële winkels die goederen verkopen, van kleding tot voedsel. De basis zelf ligt hoog in de bergen en ziet de temperatuur dalen tot −29 °C (−20 °F). Vanwege de hoogte en de sneeuwstormen kunnen commerciële vliegtuigen daar moeilijk landen, en oudere vliegtuigen vertrouwen vaak op zeer ervaren bemanningen om daar te kunnen landen. De basis kon in 2009 10.000 troepen huisvesten.
De bomaanslag op het Bagram-vliegveld in 2007 was een zelfmoordaanslag waarbij tot 23 mensen om het leven kwamen en 20 anderen gewond raakten, op een moment dat Dick Cheney, toen vicepresident van de Verenigde Staten, Afghanistan bezocht. De aanval vond plaats binnen een van de veiligheidspoorten rond de zwaarbewaakte basis. Yousef Ahmadi, een van de Taliban-woordvoerders, eiste de verantwoordelijkheid voor de aanval op en zei dat Cheney het beoogde doelwit was. Een andere Talibanwoordvoerder bevestigde later dat Osama bin Laden de aanval had gepland en herhaalde dat Cheney het beoogde doelwit was. Deze bewering wordt ondersteund door het relatief beperkte aantal grote zelfmoordaanslagen in Afghanistan, gecombineerd met de intensiteit van deze specifieke aanval, en het feit dat Cheney aan de basis stond. Cheney was echter ongedeerd van de aanval. Onder de doden waren een Amerikaanse soldaat, een Amerikaanse aannemer, een Zuid-Koreaanse soldaat en 20 Afghaanse arbeiders op de basis.

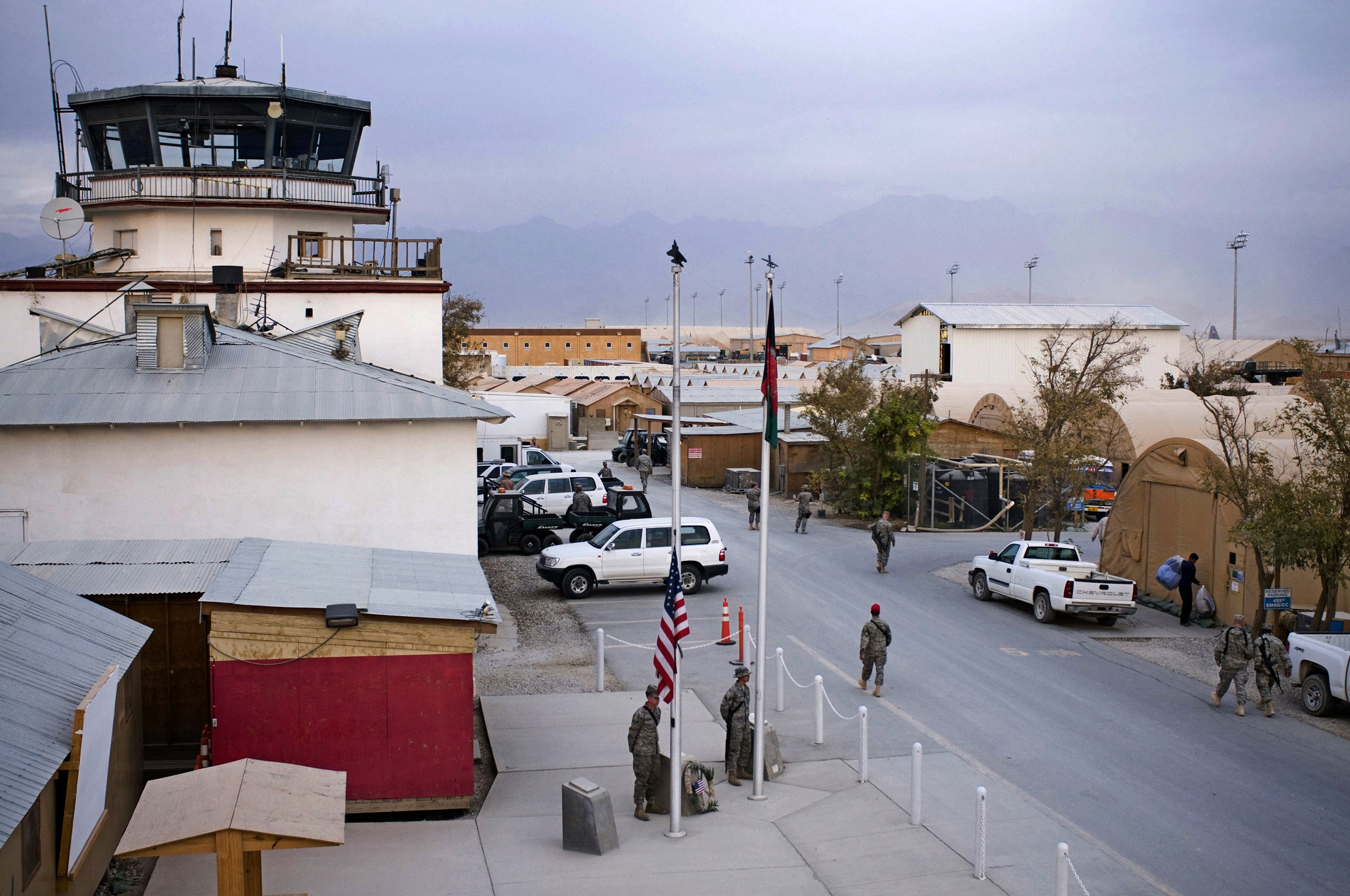
Veteranendag op de basis in 2008

In 2008 werden verschillende Amerikaanse militairen beschuldigd van het aannemen van steekpenningen voor de gunning van bouwcontracten op Bagram. Vier van de Afghanen zijn ook aangeklaagd, terwijl drie van hen als materiële getuigen zijn vastgehouden. De GI's zouden meer dan 100.000 dollar aan steekpenningen hebben ontvangen.

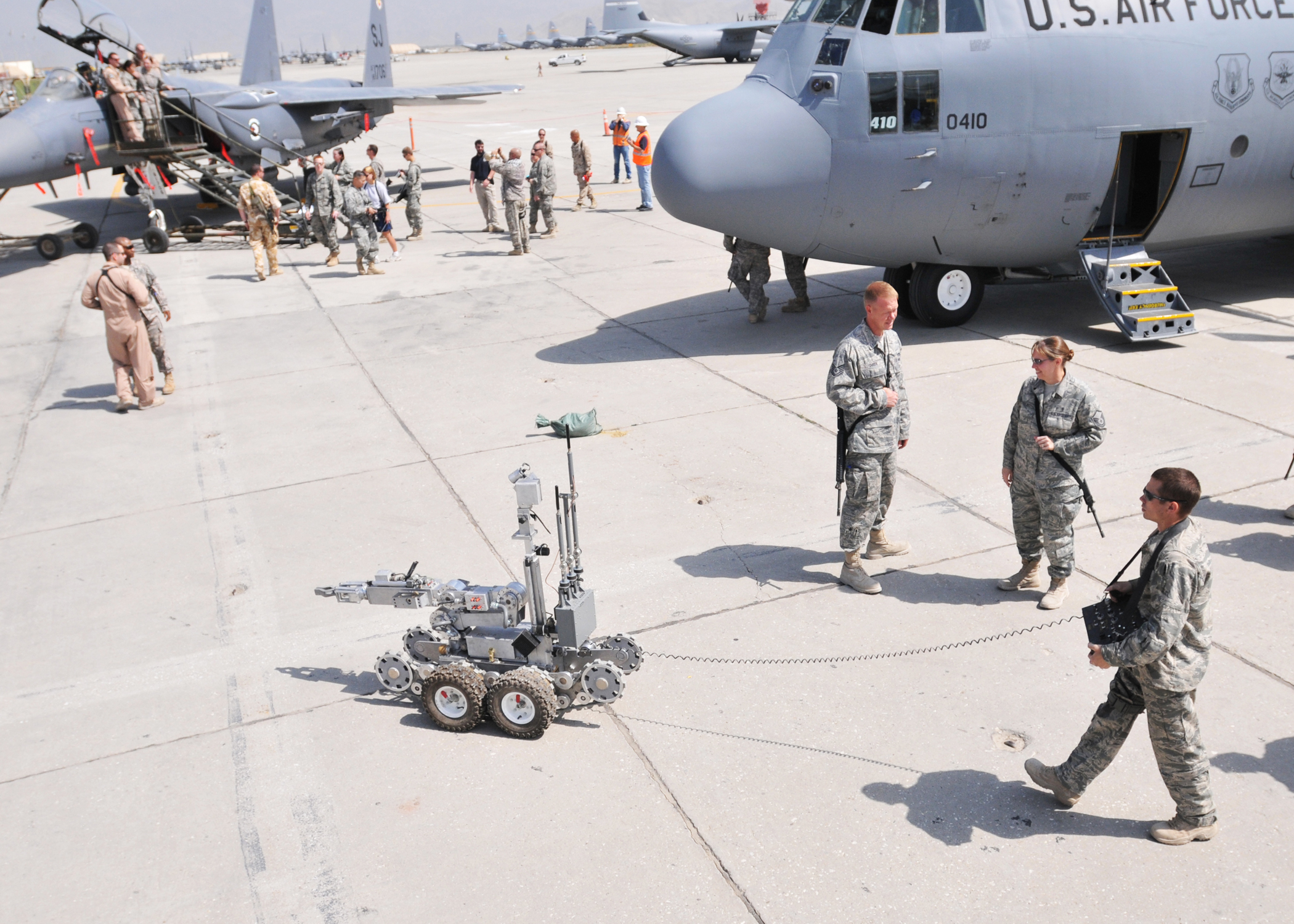
62e verjaardag van de luchtmacht in september 2009

In maart 2009 ontplofte een autobom buiten de poorten van Bagram Airfield-faciliteiten, waarbij drie burgerarbeiders gewond raakten. In juni 2009 werden twee Amerikaanse soldaten gedood en raakten ten minste zes andere personeelsleden gewond tijdens een raketaanval in de vroege ochtend.
In oktober 2009 berichtte The State over de uitbreiding van Bagram. De krant meldde dat Bagram momenteel uitbreidingsprojecten van 200 miljoen dollar onderging en noemde het vliegveld een "boomtown". Volgens het artikel: "Het officiële Amerikaanse beleid is niet om een permanente bezettingsmacht in Afghanistan te creëren. Maar het is duidelijk uit wat er gebeurt op Bagram Airfield - het Afghaanse einde van de levenslijn van Charleston - naar Afghanistan - dat het Amerikaanse leger niet snel zal inpakken." In november 2009 werd de bouw van de detentiefaciliteit Parwan voltooid. Het huisvest ongeveer 3.000 gevangenen, voornamelijk opstandelingen die vochten tegen Afghanistan en de door de NAVO geleide troepen.
In maart 2010 installeerde de Amerikaanse luchtmacht (USAF) 150 lampen op zonne-energie om meldingen van seksueel geweld op de basis aan te pakken. Acht gemelde seksuele aanvallen vonden plaats op de basis in 2009 waarbij Airmen betrokken waren; het responsteam voor aanranding van het Amerikaanse leger meldde in 2009 45 slachtoffers te hebben behandeld. Uit het rapport bleek dat de meeste slachtoffers hun aanvaller kenden.
In maart 2010 vielen opstandelingen de basis aan met raketten. Een van de raketten landde naast een B-Hut in een kamp gelegen aan de westkant van de basis en doodde een Bosnische onderdaan, die bij Bagram werkte als brandweerman.

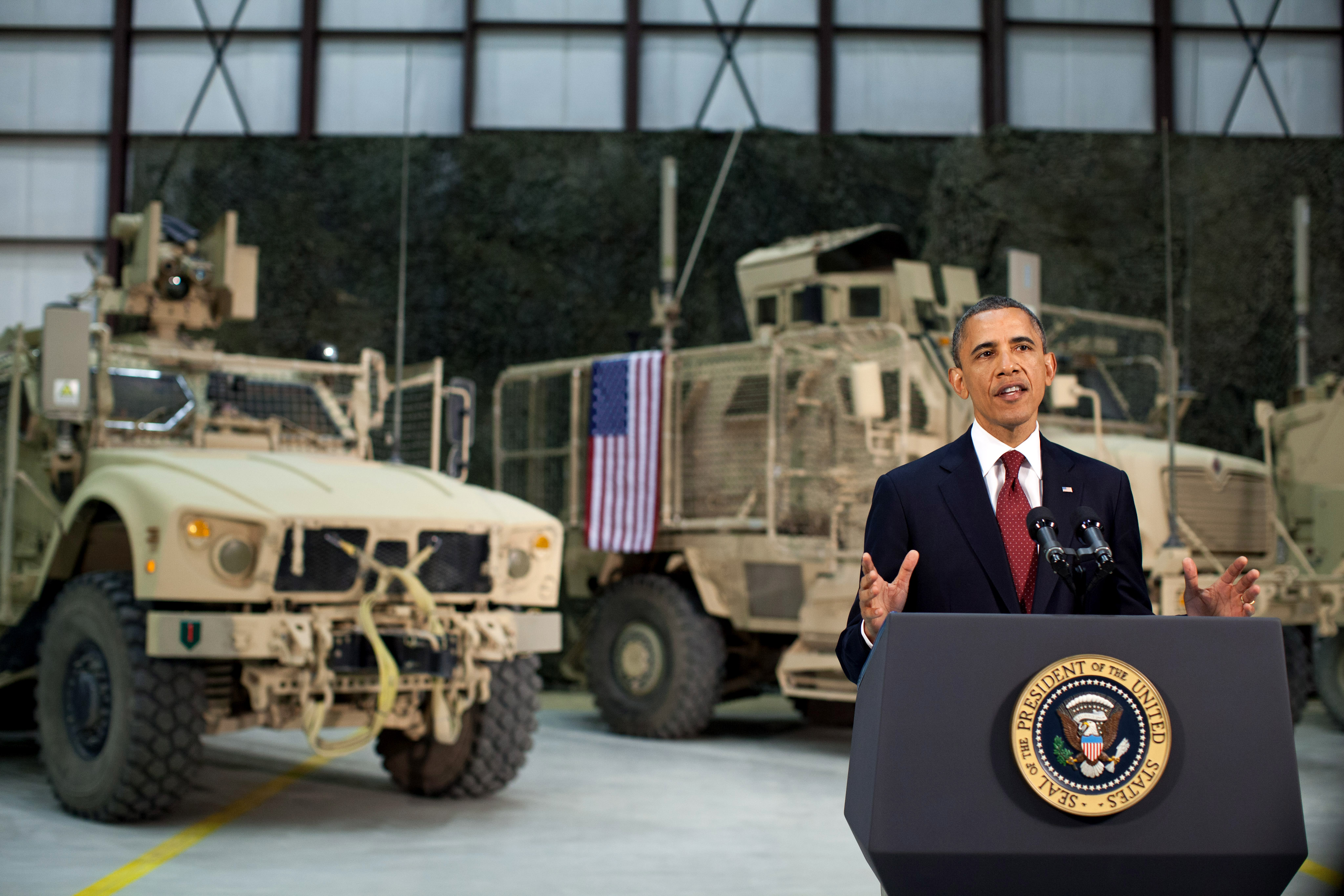
De Amerikaanse president Barack Obama in Bagram in 2012

In mei 2010 viel een groep van "bijna een dozijn" opstandelingen aan rond het noordelijke uiteinde van de basis. Bij de aanval kwam één Amerikaanse aannemer om het leven, terwijl negen militairen gewond raakten. Een woordvoerder van Bagram zei dat een gebouw licht beschadigd was tijdens de aanval. Een woordvoerder van de Taliban beweerde dat 20 gewapende mannen met zelfmoordvesten de basis aanvielen met vier explosieven bij de ingangen, maar de militaire woordvoerder zei dat ze er niet in slaagden "de perimeter te doorbreken" en "niet in staat waren om hun zelfmoordvesten tot ontploffing te brengen". De aanvallers waren gekleed in uniformen van het Amerikaanse leger.
Vroeg in de ochtend van 30 december 2010 schoten Taliban-militanten twee raketten af op Bagram, hoewel er geen slachtoffers werden gemeld. De opstandelingen hebben de verantwoordelijkheid voor het incident opgeëist. Na de protesten tegen de koranverbranding in Afghanistan in 2012 hebben de Verenigde Staten besloten de leiding van de Parwan-detentiefaciliteit over te dragen aan de Afghan National Security Forces (ANSF), hoewel de Amerikanen toegang bleven houden tot de faciliteit en hun vetorecht hadden over de vrijlating van gevangenen.

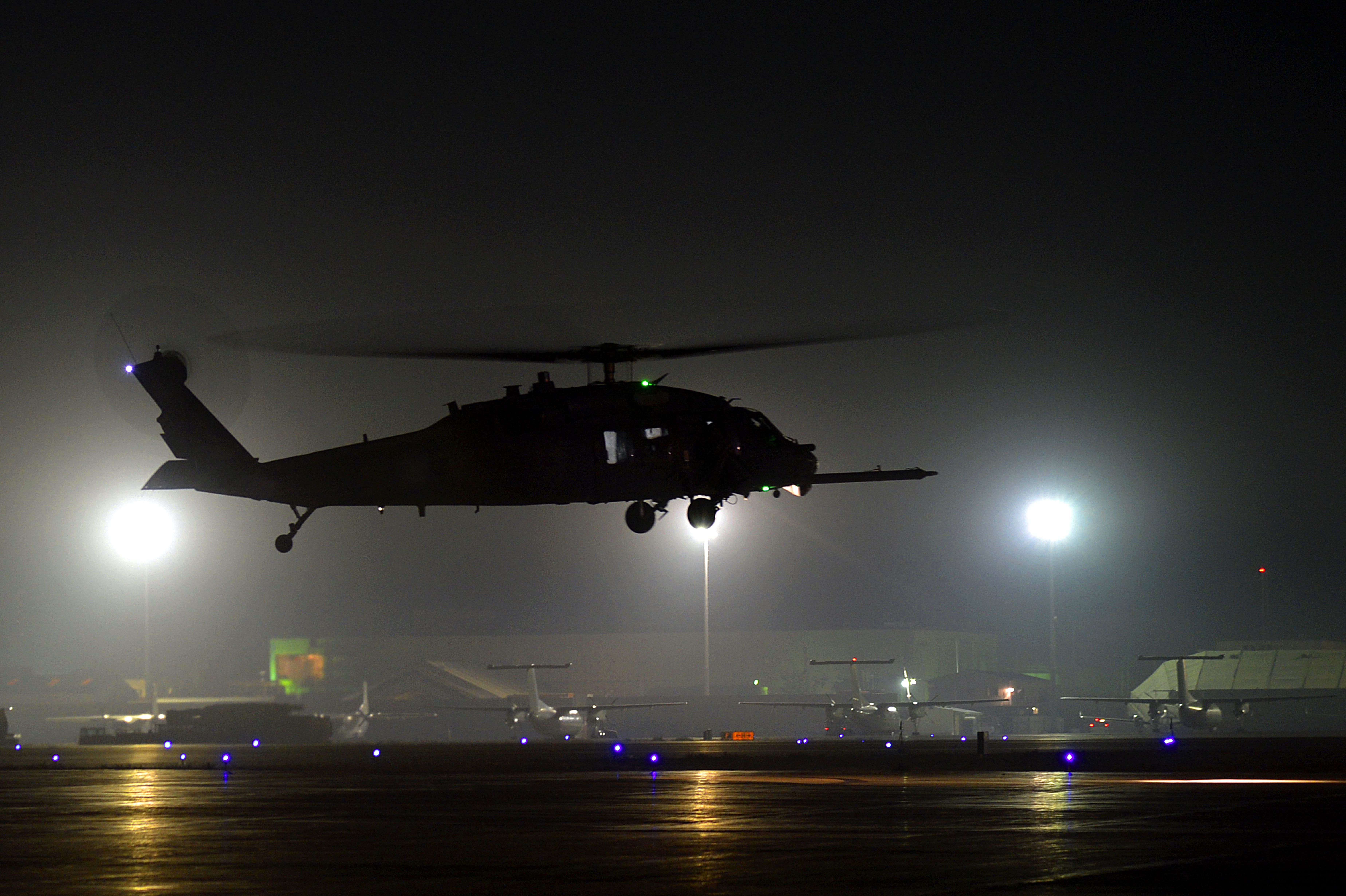
Een nachtscène in november 2013

Op 18 juni 2013 was de basis het onderwerp van een mortieraanval door Taliban- troepen, waarbij vier Amerikaanse troepen werden gedood en verscheidene anderen gewond raakten. Op Thanksgiving- avond in 2013 doodde een raketaanval 2 civiele aannemers terwijl ze sliepen in hun B-hut op het zuidelijke deel van het veld.

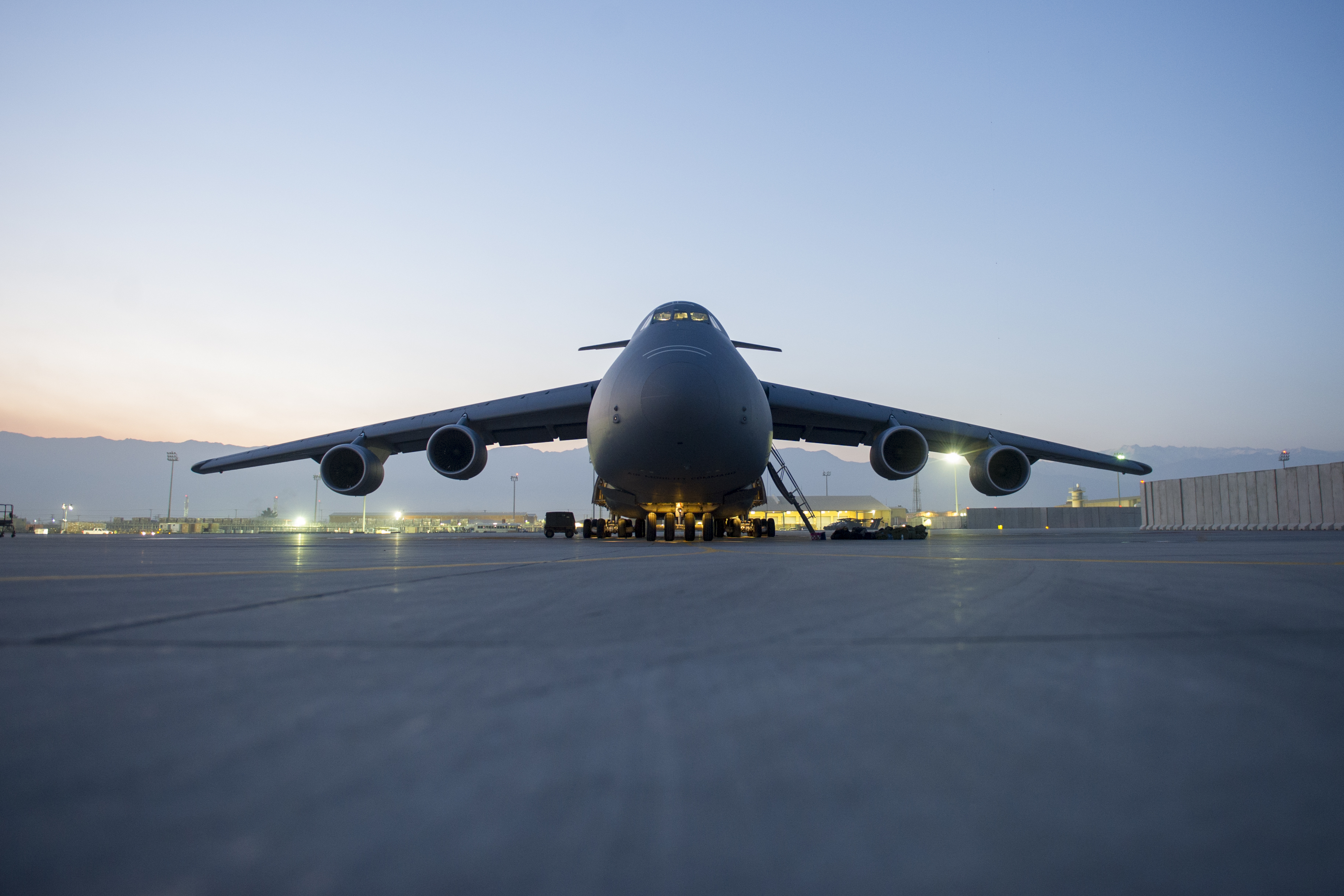
C-5 Galaxy

Op 28 november 2019 bezocht de Amerikaanse president Donald Trump voor het eerst het Bagram-vliegveld om daar Thanksgiving te vieren met de Amerikaanse troepen.
Als onderdeel van de terugtrekking van de VS uit Afghanistan werd de luchtmachtbasis Bagram, na bijna 20 jaar onafgebroken aanwezigheid van de VS op de locatie, op 1 juli 2021 teruggegeven aan de Afghaanse regering. De laatst overgebleven Amerikaanse troepen verlieten de basis door de elektriciteit af te sluiten en 's nachts weg te glippen zonder de Afghaanse strijdkrachten op de hoogte te stellen. De basis werd geplunderd door lokale burgers kort nadat de Amerikaanse troepen het gebied hadden verlaten. Het Afghaanse Nationale Leger nam later de controle over het gebied over en arresteerde enkele plunderaars.
Op 15 augustus 2021 gaven de daar gestationeerde Afghaanse troepen hun posities op aan de Taliban, waarbij ze de controle over het vliegveld verloren.

## Camp Vance
Camp Vance was de basis, op 1.4 km afstand van het vliegveld, dat in december 2002 door het Amerikaanse ministerie van Defensie werd opgericht als hoofdkwartier van de Combined Joint Special Operations Task Force (CJSOTF) .
Het kamp is vernoemd naar Gene Arden Vance Jr., een lid van de Amerikaanse Special Forces en een cryptologische linguïst die, ondanks ernstig gewond te zijn, hielp de levens te redden van twee mede-Amerikanen en 18 Afghaanse soldaten tijdens de jacht op Osama Bin Laden in de Oorlog in Afghanistan.
Het hoofdkwartier van Camp Vance was door Amerikaanse Special Forces-troepen met als kerntaken het adviseren van de Special Operations Forces van het Afghaanse Nationale Leger en de lokale politie, het trainen van troepen die betrokken zijn bij de Village Stability Operations (VSO) en counterinsurgency (COIN). Het kamp huisvest ook zeer gespecialiseerde taskforces op bataljonsniveau, gebouwd rond Army Special Forces, infanterie, een mariniersbataljon voor speciale operaties en een Navy SEAL-team.

## Parwan-detentiecentrum

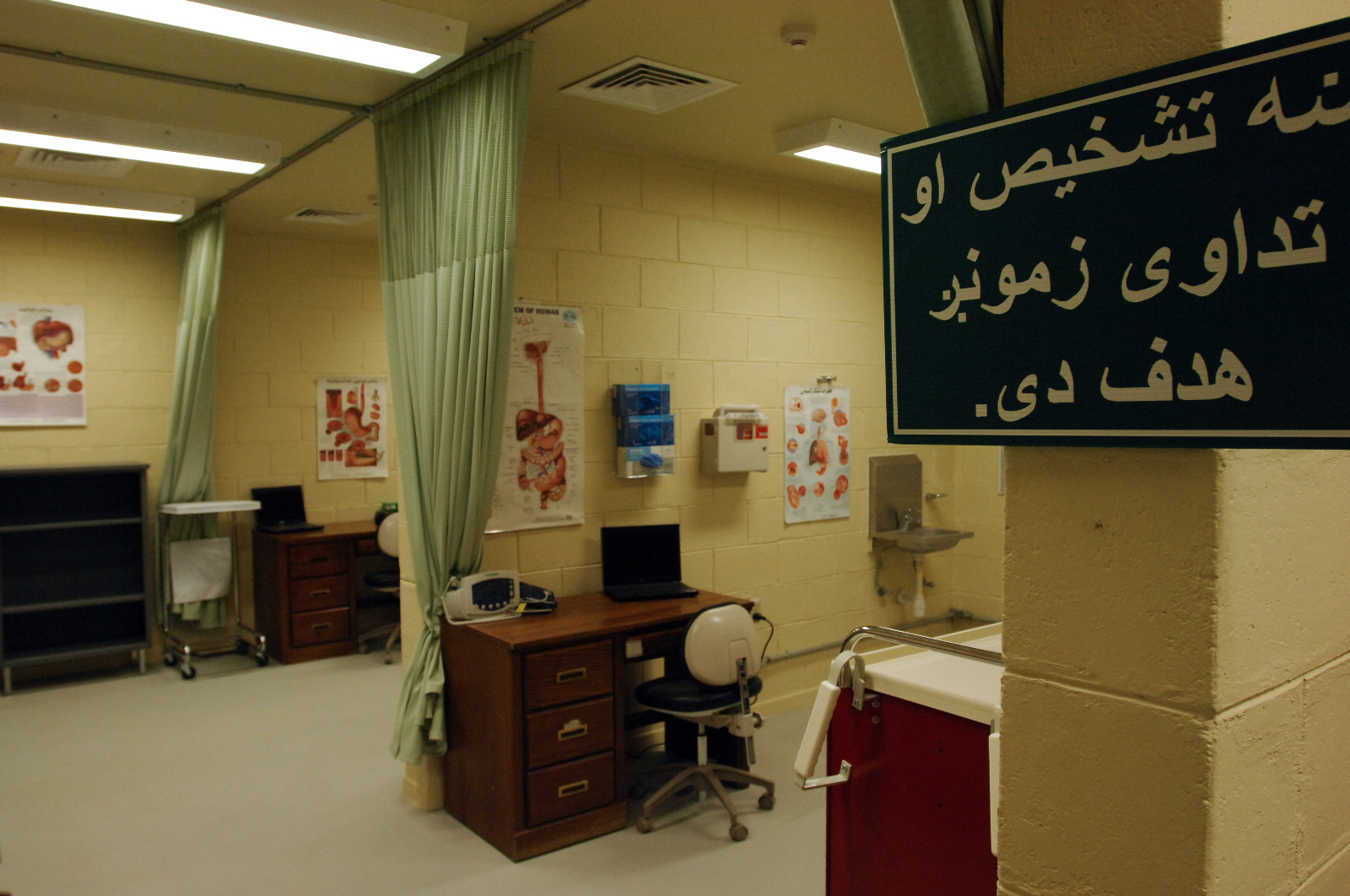
Het verpleegkundig kantoor in de Parwan Detentiefaciliteit

De Parwan Detentiefaciliteit (PDF) werd in 2009 gebouwd en bevindt zich op Bagram Airfield. Het was de belangrijkste detentiefaciliteit voor personen die door Amerikaanse troepen in Afghanistan werden vastgehouden. De oudere detentiefaciliteit, die zich op een andere locatie bevond, is in het verleden bekritiseerd vanwege vermeende marteling en mishandeling van gevangenen. In 2005 berichtte The New York Times dat twee gedetineerden in december 2002 door bewakers waren doodgeslagen. Amnesty International gebruikte het woord 'marteling' om de behandeling in het detentiecentrum te beschrijven.
Afgezien van militair en inlichtingenpersoneel, waren de enige mensen die officieel het gevangenisgebouw mochten betreden, ⁣ vertegenwoordigers van het Rode Kruis, die de faciliteit eens in de twee weken inspecteerden. In februari 2009 werd gemeld dat gedetineerden geen toegang hadden tot enige juridische procedure. Veel van de officieren en soldaten die in het daaropvolgende strafrechtelijke onderzoek door onderzoekers van het Amerikaanse leger werden geïnterviewd, zeiden dat de overgrote meerderheid van de gedetineerden gehoorzaam was en redelijk goed werd behandeld. Sommige ondervragers kregen echter routinematig een harde behandeling, waaronder vermeende afranselingen, slaapgebrek, seksuele vernedering, vastketenen aan plafonds en bedreigingen met waakhonden. Amnesty International heeft kritiek geuit op de Amerikaanse regering voor het op deze manier gebruiken van honden in het detentiecentrum.
In 2005 was het aantal anti-Amerikaanse militanten dat in Bagram werd vastgehouden 450, maar toen begon het toe te nemen. In hetzelfde jaar ontsnapten vier al-Qaeda-militanten uit het detentiecentrum van Bagram. Om de toenemende mensenrechtenschendingen en het ontsnappingsincident in 2005 aan te pakken, besloten de VS een modernere detentiefaciliteit te bouwen. Vanaf november 2011 werden er meer dan 3.000 vermeende militanten en buitenlandse terroristen vastgehouden in PDF, ongeveer 18 keer zoveel als in Guantanamo Bay. Het aantal is vervijfvoudigd sinds president Barack Obama in januari 2009 aantrad. Onder de arrestanten bevinden zich hooggeplaatste leden van al-Qaeda en militante commandanten van de Taliban. In 2012 verzocht de Afghaanse regering om overdracht van de controle over de Parwan-detentiefaciliteit aan de Afghan National Security Forces (ANSF).

## Incidenten en ongevallen

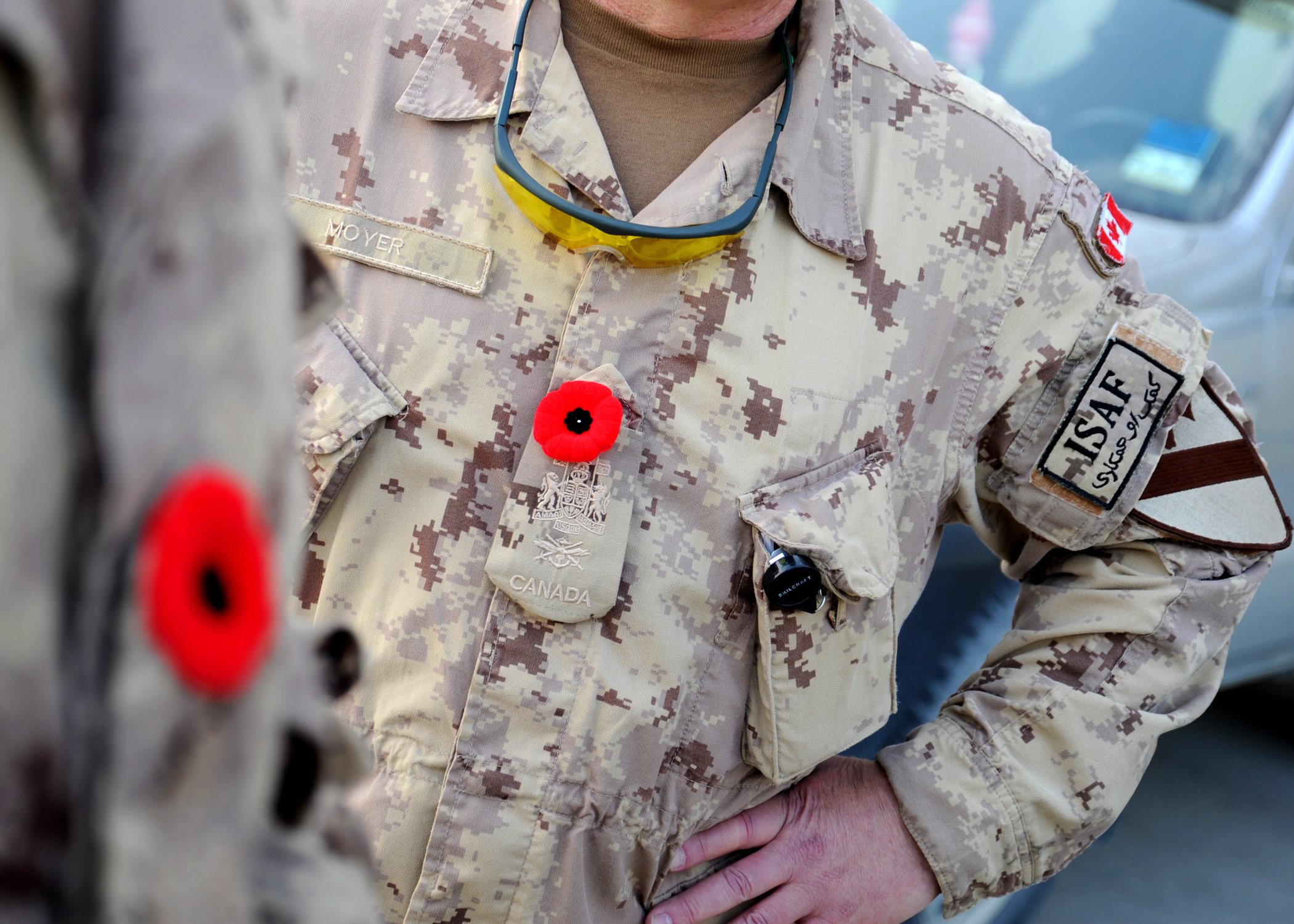
Canadese militairen met rode klaprozen wonen een rampceremonie bij in Bagram Airfeld, 31 oktober 2011 ter ere van korporaal Byron Greff, 3de Bataljon Prinses Patricia's Canadian Light Infantry

- 19 december 2002: F-16 A Block 20 MLU-jager overschreed een landingsbaan op Bagram Airfield en landde ongeveer 500 meter (1,600 ft) weg in een mijnenveld. De piloot van de Deense luchtmacht werd geëvacueerd naar een ziekenhuis van het Amerikaanse leger.
- 25 december 2002: Een C-130 raakte van de baan en sloot de baan voor een periode van 24 uur. Er waren geen gewonden.
- 20 april 2003: Een C-17 landde op een deel van de baan dat wegens werkzaamheden was gesloten: de C-17 liep meer dan 2 miljoen dollar schade op aan het hoofdlandingsgestel. Er waren geen gewonden.
- Vermeend misbruik van gevangenen in Bagram door Amerikaans personeel was het onderwerp van de 2007 Academy Award-winnende documentaire Taxi to the Dark Side. De film beschrijft de zware mishandelingen en martelingen, en de uiteindelijke dood, van een Afghaanse taxichauffeur die wordt vastgehouden in de Parwan detentiefaciliteit.
- 27 februari 2007: Bij een zelfmoordaanslag bij de buitenste poort van de basis vielen minstens 23 doden en raakten 20 anderen gewond.
- 10 augustus 2007: Een Amerikaanse CH-47 Chinook s/n 83-24123 op de grond op Bagram Airfield taxiede in een ander geparkeerd CH-47D-vliegtuig (84-24182) en raakte zwaar beschadigd. Er waren geen doden. Het vliegtuig werd afgeschreven.
- 8 augustus 2008: United Arab Emirates Air Force C-130 Hercules (S/N 1212) overschreed de landingsbaan en vloog in brand. Het vliegtuig werd gedeeltelijk geborgen.
- 21 oktober 2008: Een verkennings- en inlichtingenvliegtuig van de United States Navy P-3 Orion schoot tijdens de landing de landingsbaan voorbij. Het vliegtuig vloog in brand en werd vernietigd, maar de enige verwonding van de bemanning was een gebroken enkel. Het vliegtuig was van PATWING 5 van Naval Air Station Brunswick en was toegewezen aan CTF-57 in Afghanistan
- 1 maart 2010: Een Airbus A300 TC-ACB van ACT Airlines liep aanzienlijke schade op toen het hoofdlandingsgestel van de haven niet volledig uitschoof en volledig werd vergrendeld. Het stortte vervolgens in bij de landing, waardoor het vliegtuig van de landingsbaan moest wijken. Het vliegtuig was afgeschreven en werd binnen 4 dagen na de crash gesloopt.[48]
- 10 juni 2011: Gazelle Viviane van het Franse leger stort neer op ongeveer 20 kilometer (12 mi) van Bagram in het noorden van het land in moeilijke weersomstandigheden. Een persoon kwam om het leven en de piloot raakte zwaargewond.[49]
- 29 april 2013: National Airlines-vlucht 102 was een Boeing 747 die bij het opstijgen neerstortte, waarbij alle 7 Amerikaanse bemanningsleden omkwamen. De crash werd vastgelegd door de videocamera op het dashboard van een naderend voertuig.[50]
- 21 december 2015: Een zelfmoordterrorist op een motorfiets doodde 6 Amerikaanse troepen bij een aanval nabij de basis.
- 12 november 2016: Een zelfmoordterrorist slaagde erin de luchtmachtbasis binnen te dringen, waarbij minstens 4 Amerikanen omkwamen en 17 anderen gewond raakten. Amerikaanse en Afghaanse troepen beloofden een onderzoek naar de zaak.
- 11 december 2019: Een Afghaanse zelfmoordterrorist raakt een in aanbouw zijnde medische faciliteit nabij de basis. Twee Afghaanse burgers werden gedood en 80 raakten gewond.[51][52][53]
- 9 april 2020: Vijf raketten raken de basis zonder dat er slachtoffers zijn gevallen. De Taliban ontkende de verantwoordelijkheid en Daesh eiste de verantwoordelijkheid op.[54]